# Pyrometri

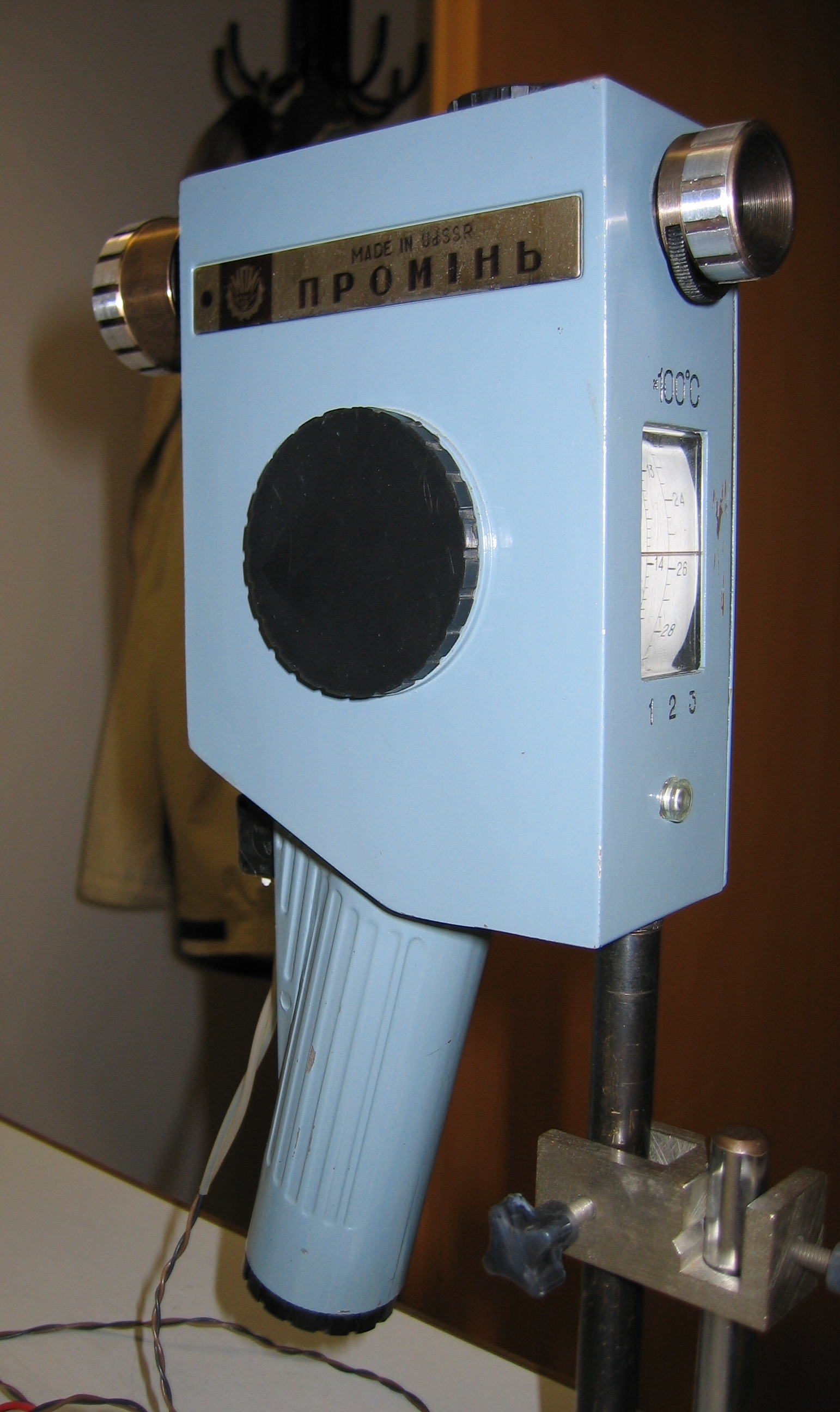
Glödtrådpyrometer

Pyrometri är ett samlingsnamn för beröringsfri temperaturmätning. Ofta utnyttjar man strålningslagarna för svartkroppsstrålning.

## Teknik och användning
Pyrometri kommer till användning där vanliga termometrar inte kan användas därför att glaset mjuknar eller vätskan förångas. Man använder då termoelement eller motståndstermometrar. Man kan också låta en provkropp anta den sökta temperaturen och sedan mäta denna kalorimetriskt.
I keramiska ugnar används käglor av material med olika kända smältpunkter så att man direkt kan se hur varmt det är när de smälter. I optiska pyrometrar jämför man det ljus som provområdet sänder ut med ljuset från en elektriskt uppvärmd glödtråd.